# Щитовидная железа

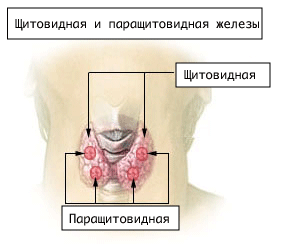
Схема шеи человека, показывающая расположение щитовидной железы

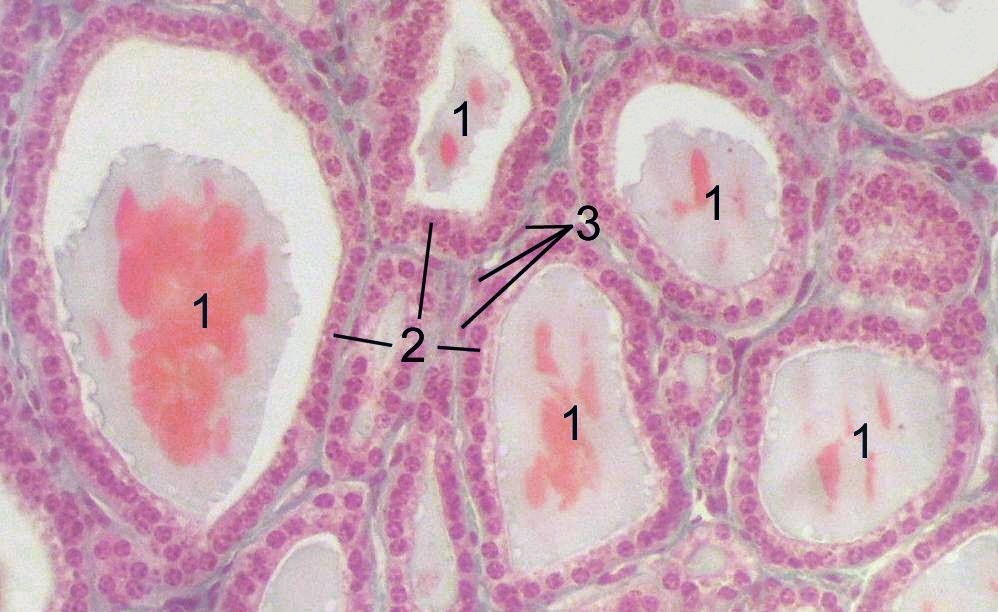
Ткань щитовидной железы под микроскопом

Щитови́дная железа́ (лат. glandula thyr(e)oidea) — эндокринная железа у позвоночных, хранящая йод и вырабатывающая йодосодержащие гормоны (йодтиронины), участвующие в регуляции обмена веществ и росте отдельных клеток, а также организма в целом — тироксин (тетрайодтиронин, T4) и трийодтиронин (T3). Синтез этих гормонов происходит в эпителиальных фолликулярных клетках, называемых тироцитами. Кальцитонин, пептидный гормон, также синтезируется в щитовидной железе: в парафолликулярных или C-клетках. Он компенсирует износ костей путём встраивания кальция и фосфатов в костную ткань, а также ингибирует образование остеокластов, которые в активированном состоянии могут привести к разрушению костной ткани, и стимулирует функциональную активность и размножение остеобластов. Тем самым участвует в регуляции деятельности этих двух видов образований, именно благодаря гормону новая костная ткань образуется быстрее.
Щитовидная железа расположена в шее под гортанью перед трахеей. У людей она имеет форму бабочки и находится на поверхности щитовидного хряща. Имеет фолликулы, которые состоят из внешней и внутренней оболочек, кровеносных сосудов и коллоида.
Заболевания щитовидной железы могут протекать на фоне неизменённой, пониженной (гипотиреоз) или повышенной (гипертиреоз, тиреотоксикоз) эндокринной функции. Встречающийся на определённых территориях дефицит йода может привести к развитию эндемического зоба и даже кретинизма.

## Щитовидная железа человека

### Анатомия и физиология
Щитовидная железа состоит из двух долей (лат. lobus dexter и lobus sinister), соединённых узким перешейком (isthmus). Этот перешеек расположен на уровне второго-третьего кольца трахеи. Боковые доли охватывают трахею и прикреплены к ней соединительной тканью. Форму щитовидной железы можно сравнить с буквой «Н», причём нижние рога короткие и широкие, а верхние — высокие, узкие и слегка расходящиеся. Иногда определяется дополнительная (пирамидальная) доля щитовидной железы.
В среднем щитовидная железа взрослого человека весит 12—25 г и 2—3 г у новорождённого. Размеры каждой доли составляют 2,5—4 см в длину, 1,5—2 см в ширину и 1—1,5 см — толщины. Объём до 18 мл у женщин и до 25 мл у мужчин считается нормальным. Вес и размер щитовидной железы индивидуален; так, у женщин возможны небольшие отклонения в объёме в связи с менструальным циклом.
Щитовидная железа — железа внутренней секреции, в клетках которой — тироцитах — вырабатываются два гормона (тироксин, трийодтиронин), контролирующие обмен веществ и энергии, процессы роста, созревания тканей и органов. C-клетки (парафолликулярные), относящиеся к диффузной эндокринной системе, секретируют кальцитонин — один из факторов, регулирующих обмен кальция в клетках, участник процессов роста и развития костного аппарата (наряду с другими гормонами). Как избыточная (гипертиреоз, тиреотоксикоз), так и недостаточная (гипотиреоз) функциональная активность щитовидной железы является причиной разнообразных заболеваний, некоторые из которых могут вызвать побочные эффекты в виде системной дистрофии или ожирения. Для диагностики нарушений функции щитовидной железы исследуются показатели Т3, Т4, ТТГ и аутоиммунный процесс.

### Кровоснабжение
Кровоснабжение железы весьма обильное, осуществляется двумя верхними (лат. arteria thyroidea superior), отходящими от наружной сонной артерии (лат. arteria carotis externa), и двумя нижними щитовидными артериями (лат. arteria thyroidea inferior), отходящими от щито-шейного ствола (лат. truncus thyrocervicalis) подключичной артерии (лат. arteria subclavia). У животных верхние щитовидные артерии называются краниальными щитовидными артериями (arteria thyroidea cranialis), а нижние — каудальными щитовидными артериями (лат. arteria thyroidea caudalis). Примерно у 5 % людей имеется непарная артерия (лат. arteria thyroidea ima), отходящая непосредственно от дуги аорты (может также отходить от плечеголовного ствола (лат. truncus brachiocephalicus), подключичной артерии (лат. A. subclavia), а также от нижней щитовидной артерии (лат. A. thyroidea inferior). Она входит в щитовидную железу в области перешейка или нижнего полюса железы. Ткань щитовидной железы также кровоснабжается малыми артериальными ветвями передней и боковой поверхности трахеи. Внутри органа сплетены все малые ветви щитовидных артерий. После того как артериальная кровь отдаст питание и кислород тканям щитовидной железы, она, забрав углекислоту, гормоны и другие метаболиты, собирается в маленьких венах, которые сплетены под капсулой щитовидной железы. Таким образом, венозный отток осуществляется через непарное щитовидное сплетение (лат. plexus thyroideus impar), открывающееся в плечеголовные вены (лат. vena brachiocephalica) через нижние щитовидные вены (лат. vena thyroidea inferior).

### Отток лимфы
Находящаяся между клеток щитовидной железы межтканевая жидкость (лимфа) течёт по лимфатическим сосудам в лимфатические узлы. Этот лимфатический отток щитовидной железы обеспечен хорошо устроенной системой лимфатических сосудов. Между отдельными лимфатическими сосудами и узлами находится много разветвлений. Лимфатические сосуды впадают в регионарные лимфатические узлы, локализующиеся вдоль внутренних яремных вен (лат. vena jugularis interna). Лимфа одной боковой доли может достигнуть подсоединённые лимфатические узлы другой боковой доли через лимфатические узлы, находящиеся перед трахеей. Пути лимфооттока имеют значение в онкологии (раковые клетки могут метастазировать с током лимфы).

### Иннервация
Щитовидная железа имеет как симпатическую, так и парасимпатическую иннервацию. Она осуществлена нервными волокнами вегетативной нервной системы. Волокна симпатической иннервации происходят из верхнего шейного ганглия (лат. ganglion cervicae superius) и образуют верхние и нижние щитовидные нервы. Парасимпатическая иннервация осуществляется ветвями блуждающего нерва (лат. nervus vagus) — верхним гортанным и возвратным гортанным нервами (лат. nervus laryngeus).

### Паращитовидные железы
Вне капсулы по задней поверхности щитовидной железы располагаются несколько паращитовидных (околощитовидных) желёз. Количество желёз индивидуально, чаще четыре, они весьма малы, общая масса их составляет 0,1—0,13 г. Секретируют паратгормон, регулирующий содержание солей кальция и фосфора в крови. При недостатке этого гормона нарушается рост костей, зубов, повышается возбудимость нервной системы (возможно развитие судорог).

## Заболевания щитовидной железы
- Гипертиреоз (Тиреотоксикоз)
- Аутоиммунный тиреоидит
- Микседема
- Кретинизм
- Диффузный токсический зоб
- Аденома щитовидной железы
- Рак щитовидной железы

## Происхождение
Щитовидная железа в ходе эволюции возникла из эндостиля — желобковидного органа на брюшной стороне глотки у примитивных хордовых. Он содержит железистые и реснитчатые клетки, выделяет и движет слизь, к которой прилипают частицы пищи, а также поглощает йод и производит тиреоидные гормоны. У миног превращение эндостиля в щитовидную железу наблюдается в онтогенезе. Эндостиль или щитовидная железа есть у всех хордовых; это один из немногих их общих анатомических признаков.

## История исследований
Древнеримский врач Клавдий Гален во II веке новой эры предполагал, что щитовидная железа (которая тогда называлась иначе) выделяет секрет, смазывающий гортань и помогающий говорить. Андреас Везалий, итальянский анатом XVI века, описал железу и отметил особо, что никаких протоков в ней не имеется, и выделять какой-либо секрет в дыхательные пути она не может, но авторитет Галена оказался сильнее. В 1656 году само название «щитовидная железа» предложил английский врач Томас Уортон, который считал щитовидную железу украшением шеи, предназначенным для того, чтобы делать её округлой. В XVIII веке швейцарский анатом Альбрехт фон Галлер снова установил ошибочность мнения Галена, но иной функции железы не предложил.
В 1833 году другой швейцарец, хирург А. Кохер, опубликовал статью с анализом 100 случаев как частичного, так и полного удаления щитовидной железы (Швейцария была известна своим эндемическим зобом), выполненного из убеждения в том, что этот орган не имеет важной функции. В 16 случаях полного удаления железы (из 24) у пациентов проявились симптомы кретинизма, и практику полного удаления щитовидной железы прекратили. В итоге, Кохер стал считать, что действие щитовидной железы как-то связано с иодом, который уже был известен как средство лечения кретинизма. То же самое было показано в экспериментах на животных. В 1891 году английский врач Д. Р. Мюррей вводил экстракт из щитовидной железы человека и показал, что это помогает против некоторых болезней. Несколькими годами спустя Магнус-Леви, вводя высушенную щитовидную железу животных здоровым людям, обнаружил повышение скорости обменных процессов.
В 1896 году К. Э. Бауман обнаружил чрезвычайно высокую концентрацию иода в щитовидной железе по сравнению с остальными тканями организма (у людей, живущих близ моря, она оказалась выше, чем у тех, кто живёт далеко от него). Около 1900 года американский врач Д. Марин начал длительный эксперимент над животными. На безйодной диете он вызвал у них зоб, который успешно излечил иодом, и предложил йодировать питьевую воду и соль в районах, отдалённых от моря. Когда его предложение было принято, частота зоба у детей в Детройте упала в 20 раз. К началу 1920-х годов был выделен в чистом виде гормон тироксин, позднее — трийодтиронин и тетрайодтиронин.